# 鮮潭路車站
鮮潭路車站（英語：Fresh Pond Road station）是紐約地鐵BMT默特爾大道線的一個地鐵站，位於皇后區里奇伍德鮮潭路67大道對面，設有M線（任何時候停站）列車服務。

## 車站結構
| P 月台層 | 西行     | ← 平日往森林小丘-71大道，週末往埃塞克斯街，深夜往默特爾大道 (森林大道) |
| P 月台層 | 島式月台 |                                                                        |
| P 月台層 | 東行     | → 往中村-大都會大道 (總站) →                                           |
| M        | 夾層     | 閘機、車站詢問處、Metrocard自動售票機                                  |
| G        | 街道層   | 出入口                                                                 |

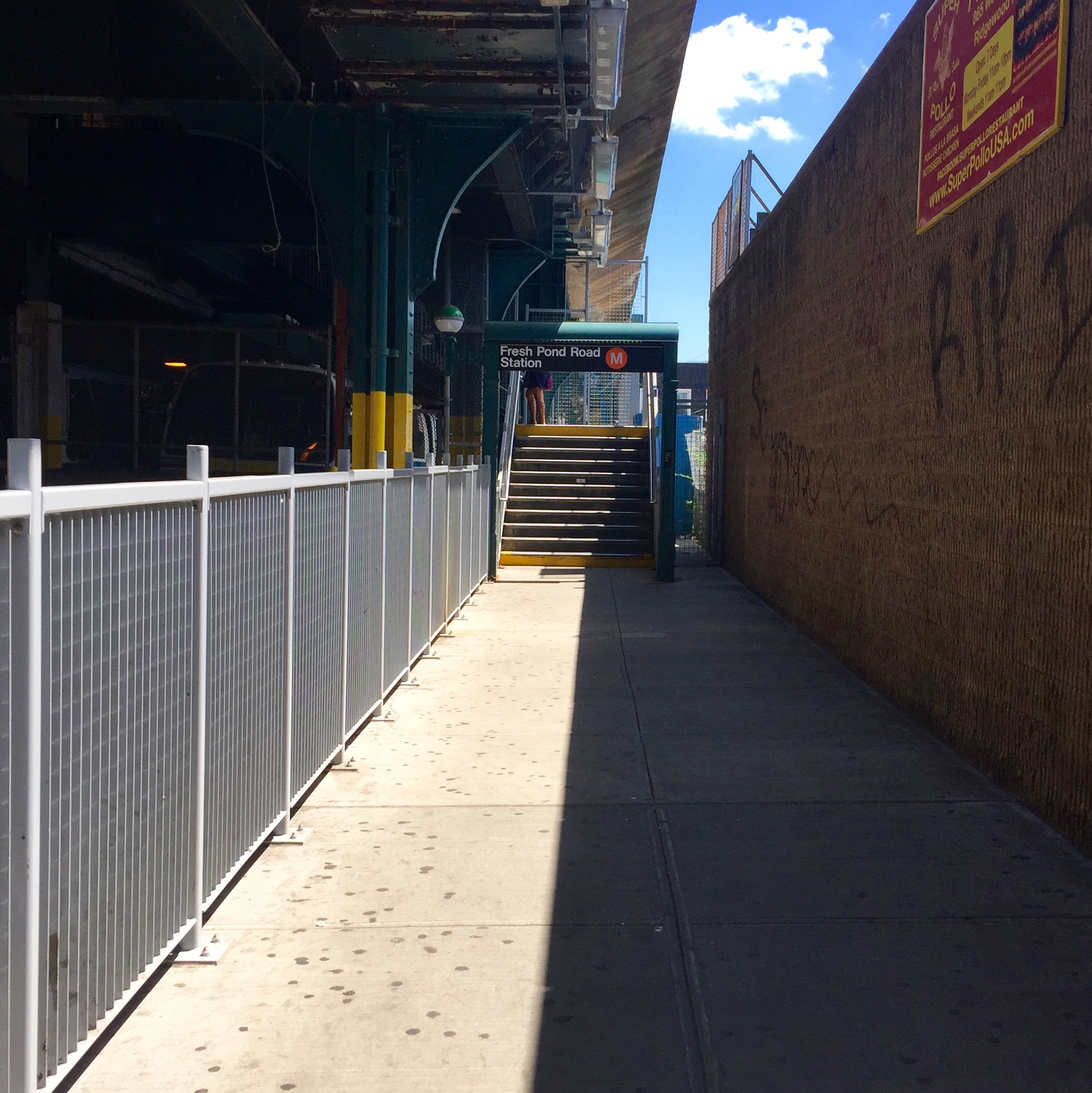
取代舊入口斜坡的入口樓梯

此高架車站在1915年8月9日啟用，原初由布魯克林捷運公司擁有，設有一個島式月台和兩條軌道。月台比其餘車站寬的原因是此站過去是轉乘法拉盛-里奇伍德有軌電車線前往法拉盛的轉乘站。此服務在1949年7月17日由Q58線巴士取代。
此站以東設有鮮潭車廠，但只可從東面下一站中村-大都會大道一側抵達。曼哈頓及布魯克林回廠列車必須先停靠大都會大道車站再倒車回廠。

## 外部連結
- nycsubway.org—BMT Myrtle Avenue Line: Fresh Pond Road
- Station Reporter — M Train
- The Subway Nut — Fresh Pond Road Pictures （页面存档备份，存于）
- Fresh Pond Road entrance from Google Maps Street View （页面存档备份，存于）
- 62nd Street entrance from Google Maps Street View （页面存档备份，存于）
- Platform from Google Maps Street View